# 杜比 (伊爾沙瓦區)
48°25′44″N 22°57′38″E / 48.42889°N 22.96056°E
杜比（烏克蘭語：Дуби）是烏克蘭西部的村莊，隸屬外喀爾巴阡州的胡斯特區。該村始建於1600年，面積0.71平方公里，海拔高度418米，2001年人口197，人口密度每平方公里277.86人。